# Liste romanischer Kirchen im pisanischen oder provenzalischen Stil auf Sardinien
Liste romanischer Kirchen im pisanischen oder provenzalischen Stil auf Sardinien.
Die Kirchen der pisanisch-genuesischen Zeit (11. – 14. Jahrhundert) sind keine sardischen Schöpfungen, sondern zumeist bescheidene Kopien pisanisch/toskanischer Sakralbauten. Für ihren Bau wurden Baumeister aus Italien eingeschifft. Doch auch arabische und südfranzösische Handwerker hinterließen Spuren. Da in den Folgejahrhunderten wenig an den Kirchen verändert wurde, verkörpern sie oft reine Romanik – was auf dem Festland selten ist. Die schönsten der so genannten Pisanerkirchen stehen in Nordsardinien, viele in der Umgebung von Sassari. In der Umgebung Cagliaris gibt es dagegen Kirchen, die deutlich provenzalisch geprägt sind. 
- San Efisio bei Nora

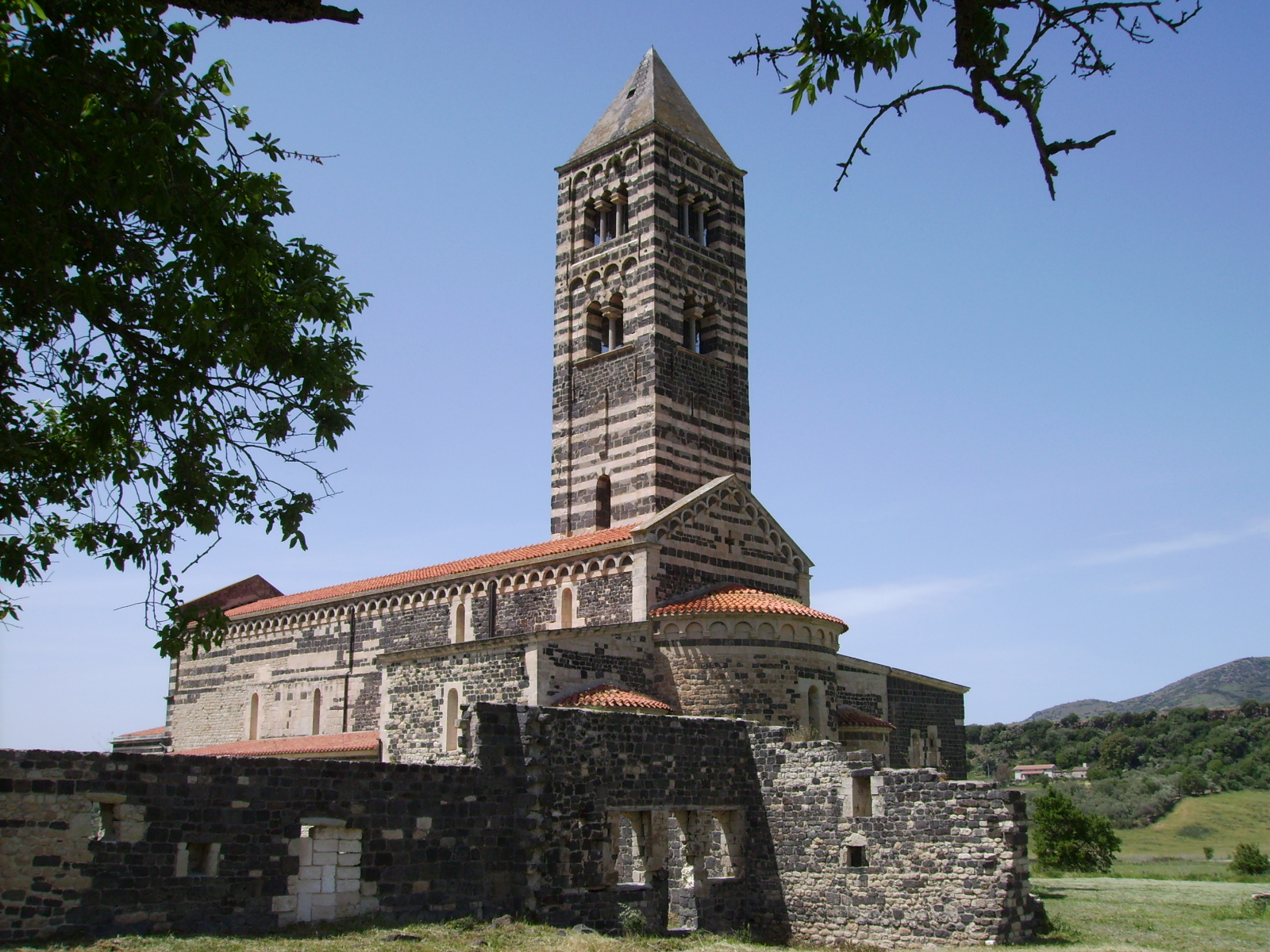
Santissima Trinità di Saccargia

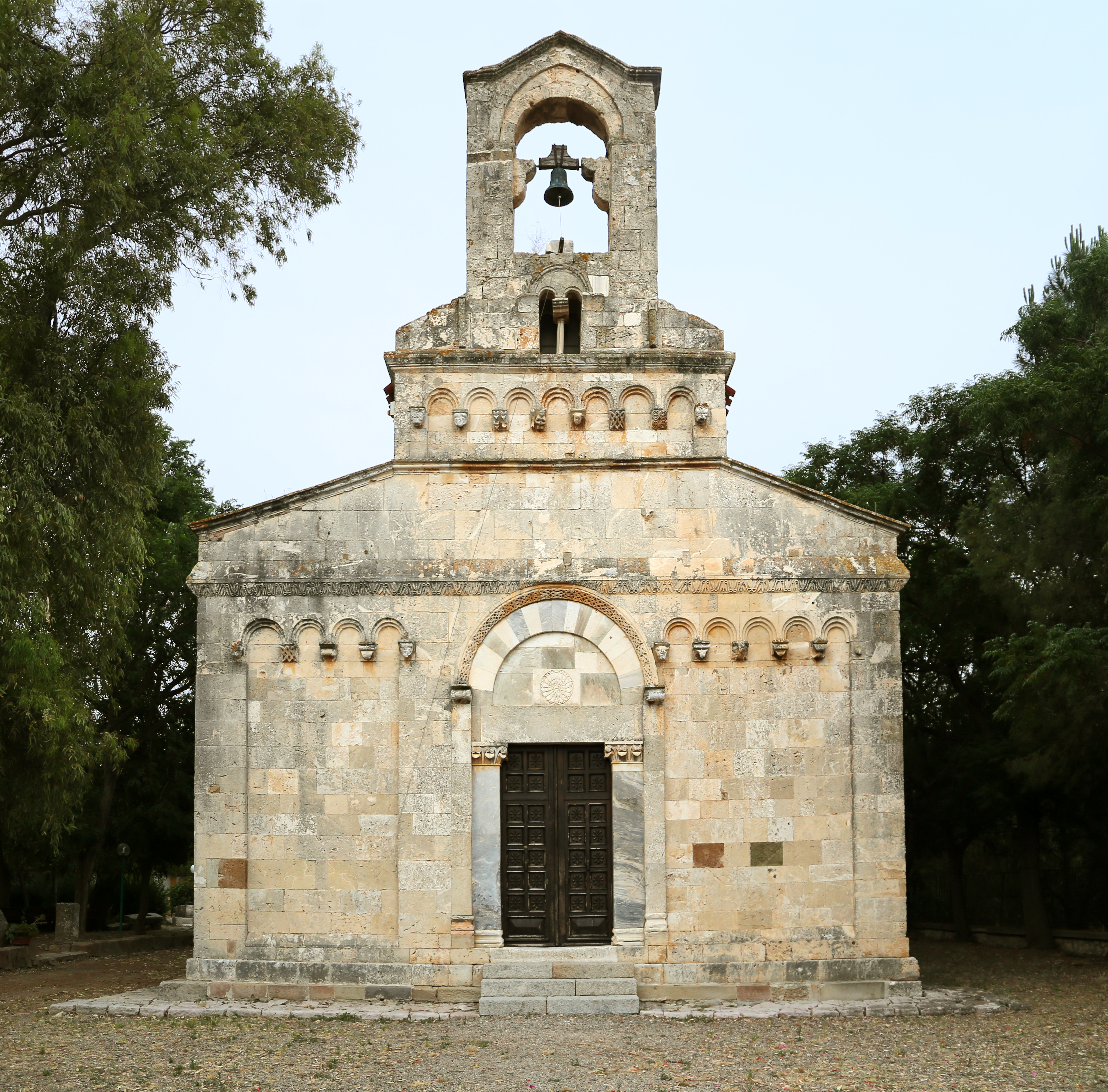
Santa Maria in Uta

- San Gavino (sard. Santu Bainzu ‘e portu) in Porto Torres
- San Michele di Salvenero in Ploaghe (Dreiapsidenkirche)
- San Pantaleo in Dolianova
- San Pietro di Bosa (San Pietro Extramuros) in Bosa
- San Pietro di Simbranos bei Bulzi
- San Pietro di Sorres bei Borutta
- San Pietro di Zuri am Loga Omodeo, Ghilarza
- San Platano (Doppelapsidenkirche) in Villaspeciosa
- San Saturno in Cagliari
- San Simplicio in Olbia in Olbia
- Sant’ Antioco di Bisarcio bei Ozieri
- Sant’ Elia, in Nuxis
- Kathedrale von Santa Giusta
- Santa Maria del Regno in Ardara (der schwarze Dom)
- Santa Maria di Sibiola (Doppelapsidenkirche) bei Serdiana
- Santa Maria in Uta
- Santa Maria di Monserrato in Tratalias
- Santissima Trinità di Saccargia bei Codrongianos
- San Nicoló di Trullas bei Semestene
- San Pietro di Bonarcado
- Santa Maria di Bonarcado
- San Nicola in Ottana
- Nostra Signora di Cabu Abbas bei Torralba